# TIMM8A
TIMM8A (англ. Translocase of inner mitochondrial membrane 8A) – білок, який кодується однойменним геном, розташованим у людей на X-хромосомі. Довжина поліпептидного ланцюга білка становить 97 амінокислот, а молекулярна маса — 10 998.
| 10         |  | 20         |  | 30         |  | 40         |  | 50         |
| ---------- |  | ---------- |  | ---------- |  | ---------- |  | ---------- |
| MDSSSSSSAA |  | GLGAVDPQLQ |  | HFIEVETQKQ |  | RFQQLVHQMT |  | ELCWEKCMDK |
| PGPKLDSRAE |  | ACFVNCVERF |  | IDTSQFILNR |  | LEQTQKSKPV |  | FSESLSD    |

A: Аланін

C: Цистеїн

D: Аспарагінова кислота

E: Глутамінова кислота

F: Фенілаланін

G: Гліцин

H: Гістидин

I: Ізолейцин

K: Лізин

L: Лейцин

M: Метіонін

N: Аспарагін

P: Пролін

Q: Глутамін

R: Аргінін

S: Серин

T: Треонін

V: Валін

Кодований геном білок за функціями належить до шаперонів, фосфопротеїнів. 
Задіяний у таких біологічних процесах, як транспорт, транспорт білків, транслокація. 
Білок має сайт для зв'язування з іонами металів, іоном цинку. 
Локалізований у мембрані, мітохондрії, внутрішній мембрані мітохондрії.